# Gaetanus pungens
Gaetanus pungens is een eenoogkreeftjessoort uit de familie van de Aetideidae. De wetenschappelijke naam van de soort is voor het eerst geldig gepubliceerd in 1895 door Giesbrecht.